# Mistrovství Československa v krasobruslení 1987
Mistrovství Československa v krasobruslení 1987 se konalo 10. ledna a 11. ledna 1987 v Prostějově.
V neděli ráno bylo při tréninku v hale -11 stupňů a v době závodu -8 stupňů Celsia. Což vyvolalo negativní reakce závodníků a trenérů.

## Medaile
| Kategorie      | Zlato                       | Zlato | Stříbro                       | Stříbro | Bronz            | Bronz |
| Muži           | Petr Barna                  | 2     | Jaroslav Suchý                | 4       | Miroslav Picek   | 6, 4  |
| Ženy           | Iveta Voralová              | 4     | Kateřina Nováková             | 5       | Jana Petrušková  | 6, 4  |
| Sportovní páry | Lenka Knapová René Novotný  | 1, 4  | sourozenci Kovářovi           | 3, 2    | Mentlíková Dusar | 3, 8  |
| Taneční páry   | Věra Řeháková Ivan Havránek | 2     | Andrea Juklová Martin Šimeček | 4       | Pospíšilová Mrva | 6     |